# Fytogram
Fytogram je označení pro vytváření obrazů na fotografickém materiálu prostřednictvím vnitřních chemických procesů v rostlinách, aniž by bylo potřeba fotoaparátu.
Autorem pojmu je experimentální filmař Karel Doing, který se věnuje práci s rostlinným materiálem od roku 2014 a prosazuje ekologický přístup k fotografii. Části rostlin, jako listy či natě, se namáčejí do zásaditého roztoku a přikládají na fotocitlivý materiál (fotopapír nebo film), kde vytváří obrazy na základě chemické reakce. Fotomateriál je pak potřeba ustálit. Postup lze různě obměňovat a nechávat na materiál působit další přírodní prvky a procesy.
Metodu fytogramů ve své tvorbě používá například česká umělkyně Michaela Davidová.

## Recept na roztok
Původní Doingův recept vychází z Caffenolu, tedy vývojky založené na kávě, sodě a kyselině askorbové,  ale v současné ekologicky zaměřené fotografii se experimentuje s množstvím různých kombinací látek.
1. 1l vody
2. 30g uhličitanu sodného (prací soda)
3. 15g kyseliny askorbové (Vitamin C)

Látky se smíchají v uvedeném pořadí a máčí se v nich rostliny, především byliny.